# Sparganothoides coloratana
Sparganothoides coloratana es una especie de lepidóptero del género Sparganothoides, tribu Sparganothini, familia Tortricidae. Fue descrita científicamente por Kruse & Powell en 2009.
La longitud de las alas anteriores es de 9,9 a 10,8 milímetros para los machos y de 9,6 a 11,4 milímetros para las hembras. Se distribuye por México, en el estado de Chihuahua (Sierra Tarahumara).